# Maria Aitken
Maria Penelope Katharine Aitken (Dublino, 12 settembre 1945) è un'attrice irlandese.

## Biografia
Frequentò la Sherborne School For Girls, nel Dorset e la St Anne's College, ad Oxford, dove le venne assegnata una piccola parte nel Faustus, prodotto da Richard Burton. Apparve insieme a John Cleese in Un pesce di nome Wanda (1988), e in Creature selvagge (1997). Fu sposata dal 1968 al 1971 con l'attore Richard Durden.
La Aitken è la sorella del politico Jonathan Aitken e madre dell'attore Jack Davenport, avuto dal collega Nigel Davenport, che sposò nel 1972 e da cui divorziò nel 1981. Si risposò nel 1991 con il romanziere Patrick McGrath e apparve in un film tratto da un romanzo del marito, The Grotesque, del 1989. Ora vivono insieme fra New York e Londra.
Nel 1983 la Aitken fu arrestata al suo arrivo all'aeroporto di Heathrow poiché in possesso di una piccola quantità di cocaina, che le costò l'accusa di contrabbando di droga. L'avvocato difensore era George Carman, che rappresentava il giornale The Guardian. Alla fine le accuse vennero ritirate.

## Filmografia parziale
- Il dottor Faustus (Doctor Faustus), regia di Richard Burton e Nevill Coghill (1967)
- Maria Stuarda, regina di Scozia (Mary, Queen of Scots), regia di Charles Jarrott (1971)
- Mistery (Half Moon Street), regia di Bob Swaim (1986)
- Un pesce di nome Wanda (A Fish Called Wanda), regia di Charles Crichton (1988)
- Creature selvagge (Fierce Creatures), regia di Fred Schepisi, Robert Young (1997)
- Follia (Asylum), regia di David Mackenzie (2005)